# Pseudosinhalite
La pseudosinhalite è un minerale.

## Etimologia
Il nome deriva dal greco ψευδός, pseudòs, cioè falso, apparente, in quanto possiede proprietà ottiche, chimiche e strutturali simili alla sinhalite, ma è una specie mineralogica a sé.